# Susanne Amatosero
Susanne Amatosero (* 29. Juli 1952 in Wittlich als Susanne Klippel) ist eine deutsche Malerin, Theater- und Hörspielautorin und Regisseurin.

## Leben
Susanne Amatosero studierte freie Malerei an der HFBK Hamburg und arbeitete anschließend als Fotografin und Filmregisseurin. Zu kulturvergleichenden und ethnographischen Studien machte sie mehreren Reisen in verschiedene afrikanische Länder und in die Karibik. Ihr erster Dokumentarfilm „Die Reise der Pilgrim Number One“, der in die Karibik entstand, wurde 1988 in Paris mit dem Spezialpreis der Jury der „7e Bilan du Film Ethnographique“ ausgezeichnet. 
Seit 1989 schreibt die heute in Hamburg lebende Autorin Hörspiele, bei deren Produktion sie auch Regie führt, wobei sie gerne mit Klängen und Geräuschen arbeitet. Für „funky yard“ von 1996 bekam sie den „New York-Festival-Preis“.
Ihr Bruder ist der Schriftsteller Christian Klippel.

## Werke

### Bücher
- Emilie Meier: lieber sich gesund schimpfen als krank heulen – Bildband (als Susanne Klippel), München 1977, Frauenbuchverlag
- Schwarz war ihr Haar, die Augen wie zwei Sterne so klar: Frauen in St. Pauli (als Susanne Klippel), München 1979, Frauenbuchverlag
- Mit Schwund muaßt rechnen! – Geschichten vom Münchner Müllberg (als Susanne Klippel), München 1980, Blatt GmbH
- StraßenRandBilder (als Susanne Klippel), München 1981, Frauenbuchverlag

### Filmografie
- Die Reise der Pilgrim Number One, 1987 Dokumentarfilm
- Starkstrom, Fernsehfilm, 1992[2] (als Susanne Klippel) (Erstsendung: 15. September 1992, ZDF)

### Hörspiele
- Die Buchstabenhütte, 1989 (als Susanne Klippel) NDR
- Ein ziemlich milder Winter, 1990 (als Susanne Klippel) NDR/BR
- 38,0 Grad, 1991 (als Susanne Klippel) NDR
- Misses Patience geht aus dem Haus, 1993 (als Susanne Klippel) NDR
- Apollo Hotel, 1994 (als Susanne Klippel) NDR[3]
- Delta, 1995 NDR/SR (Hörspiel des Monats, März 1996)
- funky yard, 1996 DLR/BR
- Flieg, Gedanke auf goldenen Schwingen, 1966 (Regie; Autor: Armando Llamass, Übersetzung: Hans Thill) SR
- Phönixhouse, 1997 NDR/BR
- Der Mond hält Hof oder Die Struktur des wilden Schnittlauchs in der Nacht, 1997 (Regie; Autorin: Marietta Schröder) SR
- Licht, 1998 BR/NDR
- Asylanten, 1999 DLR/SR/NDR
- 5 Gesänge, 2000 DLR
- Art aud, 2002 NDR
- The Girl from Ipanema in Dub, 2003 DLR/NDR
- Fool's Büttel, 2004 NDR/DLR
- Fremde Männer rocken das Haus, 2004 DLR/HR
- Flamme und Phon, 2005 NDR
- Klagenfurt, 2007 DLR/NDR/SWR
- Von Menschen, die sich fressen oder All You Can Eat, 2008 (Regie; Autor: Paula Köhlmeier) WDR/ORF/DLR
- Die Palette, 2010  (Regie; Autor: Hubert Fichte) NDR
- Global Player, 2008 DLR
- Voodoo Child und die Musik als fünftes Element, 2011 DLR
- Mercury, 2012 NDR/DLR
- Sparky, 2013 DLR[4]
- ABCDE und ich, 2014 NDR
- Portrait of the Artist as a young Bitch, 2016 NDR